# Rashid Karami

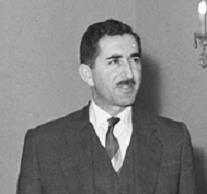
Rashid Karami

Rashid Abdul Hamid Karami, född 30 december 1921 i Mityata nära Tripoli, död 1 juni 1987 i Beirut, var en libanesisk politiker och Libanons premiärminister.

## Biografi
Karami föddes i byn Mityata norr om Tripoli i en av Libanons mest betydande politiska familjer. Han var son till arkitekten bakom Libanons frigörelse från Frankrike. Hans utbildning fullgjordes med en juristexamen vid universitetet i Kairo.
Karami blev invald i landets nationalförsamling 1951 för att överta en plats som blivit vakant efter hans faders död och han innehade denna plats livet ut.

### Karriär
Samma år utsågs Karami till justitieminister och 1953 blev han ekonomi- och socialminister. Från 1955 till 1987 innehade han åtta gånger posten som premiärminister under olika presidenter. Dessa uppdrag inföll 1955-1956, 1958-1960, 1961-1964, 1965-1966, 1966-1968, 1969-1970, 1975-1976 och från 1984 fram till hans död. Han tjänstgjorde också som utrikesminister flera gånger.
Han hade ett stormigt förhållande till Libanons presidenter, som främst utsåg honom på grund av hans politiska förbindelser, trots betydande skillnad i politiska åsikter. Han var känd som en man för alla kriser på grund av presidenternas förkärlek till att vända sig till honom i tider av stora nationella stridigheter eller politisk omvälvning. 

### Politik
Karami var en stark förespråkare för att öka den politiska makten hos Libanons muslimska samfund, som under hans tid ökat till flera än den kristna befolkningen för första gången i Libanons historia, och orsakat stora störningar i den sociala strukturen i landet. År 1976 förhandlade han fram ett avtal om att tillhandahålla jämlik parlamentarisk representation av kristna och muslimer, men denna överenskommelse genomfördes aldrig.
Under sin tid som premiärminister under 1960-talet kämpade Karami för den palestinska saken, och tros ha argumenterat för att Libanon skulle spela en mer aktiv roll mot Israel i sexdagarskriget i juni 1967, en position som var impopulär bland många kristna. Ökande sammandrabbningar mellan den libanesiska armén och den Palestinska befrielseorganisationen tvingade honom att avgå i april 1970, men han återvände snart efter att en överenskommelse undertecknats mellan Libanon och PLO. I augusti samma år valdes emellertid Suleiman Frangieh, en fiende till Karami, till president varpå han avgick och efterträddes av Saeb Salam.

## Inbördeskrig
Inbördeskrig bröt ut i Libanon i april 1975. Flera fraktioner var inblandade och den politiska och militära situationen var extremt komplex, men i stort sett utkämpades inbördeskriget huvudsakligen mellan höger-, främst kristna miliser (den mest framträdande av dessa var Phalange) och vänstersympatisör, främst muslimska miliser och deras palestinska allierade.
I ett försök att stabilisera situationen, avskedade Frangieh premiärministern Rashid el-Solh och uppmanade sin gamla motståndare Karami att bilda en regering den 1 juli. Denne drog sig då något tillbaka från sitt tidigare starka stöd för palestinierna och stödde det syriska militära ingripandet i juni 1976. Trots Karami politiska förbindelser och många års erfarenhet, var han dock oförmögen att avsluta kriget, och den 8 december 1976 avgick han. 
I april 1984 efter konferenser i Schweiz, blev Karami premiärminister för åttonde gången, för att leda en regering för nationell försoning. Under denna period skedde ett ökat syriskt inflytandet i kölvattnet av Israels partiella tillbakadragande efter deras invasion av Libanon 1982, vilket Karami starkt motsatt sig. År 1986 avvisade han det nationella avtalet för att lösa krisen i Libanon, som hade utarbetats med minimalt sunnimuslimskt deltagande. Denna opposition skapade en spänd relation med president Amin Gemayel. Fortsatta problem ledde till Karamis avgång den 4 maj 1987, men Gemayel såg inget livskraftigt alternativ och vägrade att acceptera hans avskedsansökan.
Den 1 juni 1987 dödades Karami efter att en bomb placerats i hans helikopter på väg till Beirut. Karami var den enda som dödades i explosionen.